# ISS-Expeditie 72
ISS-Expeditie 72 is de tweeenzeventigste missie naar het Internationaal ruimtestation ISS. De missie begon op 24 september 2024 met het vertrek van Sojoez MS-25 van het ISS terug naar de Aarde en eindigde op 19 april 2025 met het vertrek van Sojoez MS-26.

## Bemanning
| Sojoez MS-26                      | Aleksej Ovtsjinin, Roskosmos 3e ruimtevlucht    | Commandant      | Commandant      | Commandant      | Commandant      | Commandant      | Commandant      |                 |                 |                 |                 |                 |
| Sojoez MS-26                      | Ivan Vagner, Roskosmos 2e ruimtevlucht          | Flight Engineer | Flight Engineer | Flight Engineer | Flight Engineer | Flight Engineer | Flight Engineer |                 |                 |                 |                 |                 |
| Sojoez MS-26                      | Donald Pettit, NASA 4e ruimtevlucht             | Flight Engineer | Flight Engineer | Flight Engineer | Flight Engineer | Flight Engineer | Flight Engineer |                 |                 |                 |                 |                 |
| SpaceX Crew-8                     | Matthew Dominick, NASA 1e ruimtevlucht          | Flight Engineer | Flight Engineer | -               | -               | -               | -               |                 |                 |                 |                 |                 |
| SpaceX Crew-8                     | Michael Barratt, NASA 3e ruimtevlucht           | Flight Engineer | Flight Engineer | -               | -               | -               | -               |                 |                 |                 |                 |                 |
| SpaceX Crew-8                     | Jeanette Epps, NASA 1e ruimtevlucht             | Flight Engineer | Flight Engineer | -               | -               | -               | -               |                 |                 |                 |                 |                 |
| SpaceX Crew-8                     | Aleksandr Grebjonkin, Roskosmos 1e ruimtevlucht | Flight Engineer | Flight Engineer | -               | -               | -               | -               |                 |                 |                 |                 |                 |
| Boeing Crew Flight Test (Boe-CFT) | Barry Wilmore, NASA 3e ruimtevlucht             | Flight Engineer | Flight Engineer | Flight Engineer | Flight Engineer | -               | -               |                 |                 |                 |                 |                 |
| Boeing Crew Flight Test (Boe-CFT) | Sunita Williams, NASA 3e ruimtevlucht           | Flight Engineer | Flight Engineer | Flight Engineer | Flight Engineer | -               | -               |                 |                 |                 |                 |                 |
| SpaceX Crew-9                     | Nick Hague, NASA 2e ruimtevlucht                | -               | Flight Engineer | Flight Engineer | Flight Engineer | -               | -               |                 |                 |                 |                 |                 |
| SpaceX Crew-9                     | Aleksandr Gorboenov, Roskosmos 1e ruimtevlucht  | -               | Flight Engineer | Flight Engineer | Flight Engineer | -               | -               |                 |                 |                 |                 |                 |
| SpaceX Crew-10                    | Anne McClain, NASA 2e ruimtevlucht              | -               | -               | -               | Flight Engineer | Flight Engineer | Flight Engineer |                 |                 |                 |                 |                 |
| SpaceX Crew-10                    | Nichole Ayers, NASA 1e ruimtevlucht             | -               | -               | -               | Flight Engineer | Flight Engineer | Flight Engineer |                 |                 |                 |                 |                 |
| SpaceX Crew-10                    | Takuya Onishi, JAXA 2e ruimtevlucht             | -               | -               | -               | Flight Engineer | Flight Engineer | Flight Engineer |                 |                 |                 |                 |                 |
| SpaceX Crew-10                    | Kirill Peskov, Roskosmos 1e ruimtevlucht        | -               | -               | -               | Flight Engineer | Flight Engineer | Flight Engineer |                 |                 |                 |                 |                 |
| Sojoez MS-27                      | Sergej Ryzjikov, Roskosmos 3e ruimtevlucht      | -               | -               | -               | -               | -               | Flight Engineer | Flight Engineer | Flight Engineer | Flight Engineer | Flight Engineer | Flight Engineer |
| Sojoez MS-27                      | Aleksej Zoebritski, Roskosmos 1e ruimtevlucht   | -               | -               | -               | -               | -               | Flight Engineer | Flight Engineer | Flight Engineer | Flight Engineer | Flight Engineer | Flight Engineer |
| Sojoez MS-27                      | Jonny Kim, NASA 1e ruimtevlucht                 | -               | -               | -               | -               | -               | Flight Engineer | Flight Engineer | Flight Engineer | Flight Engineer | Flight Engineer | Flight Engineer |